# Transports en commun d'Avignon
Orizo anciennement TCRA est le réseau de transport en commun du Grand Avignon. Il est exploité par la société publique locale Técélys.
Le réseau Orizo possède :
- 1 ligne de tramway ;
- 2 lignes de bus à haut niveau de service : Chron'hop ;
- 27 lignes de bus régulières (10 principales, 14 locales et 4 intra-muros) ;
- 11 lignes de bus à la demande : AlloBus ;
- 32 lignes de bus scolaires ;
- 29 stations pour 300 vélos en libre-service : Vélopop'[2].

## Histoire

### Premiers omnibus auXIXesiècle
Avec l'ouverture, en 1849, de la ligne ferroviaire Paris – Lyon – Marseille (PLM), les premiers omnibus relient la gare d'Avignon (désormais appelée Avignon-Centre) aux grands hôtels de la ville.

### De 1899 à 1932... l'ère des tramways
À la fin du XIXe siècle, sous l'influence du maire Pourquery de Boisserin, le projet de tramway voit le jour. Il sera mis en service du 1er janvier 1899 jusqu'au 31 mai 1932.

### De 1979 aux années 2000... le renouveau des transports
Le 1er mars 1979, les transports publics de la ville d'Avignon sont exploités par la société TCRA qui est à l'époque une société municipale, le réseau de bus du même nom se densifie et s'étend sur toute la communauté d'agglomération du Grand Avignon.

### De 2012 à 2016... le réseau BusPlus
À la rentrée 2012, le réseau de Transports en Commun de la Région d'Avignon se transforme.
Avec la mise en place d'un service de soirée sur les lignes les plus fréquentées de l'agglomération. L'amplitude horaire est augmentée de 19h40 à 21h00 sur les trois lignes principales du réseau : les lignes 3, 4 et 7. Les horaires des navettes reliant les parkings-relais au centre-ville sont aménagés. 
Une nouvelle ligne qui dessert l'est de l'agglomération sans passer par le centre-ville est créée. Le but de ces aménagements est de préparer le réseau à l'arrivée du tramway, auparavant prévu pour 2016.

### De 2016 à 2019... la préparation à l'arrivée du tramway
Le 16 octobre 2016, les travaux de construction de la ligne 1 du tramway d'Avignon débutent. L'intégralité du réseau TCRA est donc aménagé pour éviter au mieux les gênes occasionnées.
Les lignes de bus sont modifiées, de nouvelles sont créées, les pôles d'échange évoluent et les horaires et itinéraires des lignes sont coordonnés avec les travaux du tramway.
Dès l'été 2019, à la suite de l'achèvement des travaux du tramway, le réseau commence son évolution avant sa restructuration globale à la rentrée de la même année (et en amont de l'inauguration du tramway et des Chron'hop en octobre).

### Depuis octobre 2019... le nouveau réseau Orizo
La première ligne du tramway et les deux premières lignes Chron'hop sont inaugurées le 19 octobre 2019 avec la présence notable de Mireille Mathieu et du président de région Renaud Muselier. Ces deux grandes nouveautés logistiques sont suivies d'une nouvelle identité graphique (nom et logo) du réseau de transports publics du Grand Avignon.
Le réseau TCRA disparaît au profit du nouveau réseau Orizo dont le logo vert et gris (aux couleurs de l'agglomération) a été dévoilé courant août 2019.
Les principales lignes de ce nouveau réseau sont la T1 , la C2 et la C3, complétées par 33 lignes de bus régulières, 12 lignes de bus à la demande, 35 lignes scolaires ainsi que 30 stations pour 300 vélos en libre-service. Les nouveaux autobus hybrides et électriques de marque Iveco sont livrés sur le réseau en 2021 avec un retard de plus d'un an liés aux aléas sociaux et sanitaires. A cette date, la fréquentation de la ligne T1 atteint les 8000 voyageurs par jour. En Mars 2020, l'épidémie de Covid-19 étant trop importante en France, un confinement est mis en place, entraînant logiquement une chute de la fréquentation.
En juillet 2022, le Grand Avignon transfère l'exploitation du réseau Orizo à la société publique locale Técélys (détenue par le Grand Avignon et les collectivités locales),,.
En août 2023, le logo représentant le cœur d'Orizo évolue discrètement sur les nouveaux plans de réseau et annonces : le vert printemps est remplacé par du bleu-vert conformément à l'évolution de la charte graphique du Grand Avignon.

## Tramway
Le réseau Orizo possède une ligne de tramway de 10 stations pour 5,2 km. Au cours de sa première année d'exploitation, la ligne a transporté plus d'1,2 million de voyageurs. :
- T1 : Saint-Roch - Université des Métiers ↔ Saint-Chamand - Plaine des Sports

Quatorze rames Alstom Citadis Compact tricaisses circulent sur la ligne T1. Elles sont de couleur blanche et ont l'originalité de porter le nom de 14 personnalités ayant un lien avec la ville. Mireille Mathieu était présente afin d'inaugurer la rame en son nom.
- T2 : P+R Île Piot ↔ Saint-Lazare - Université Arendt

Une seconde ligne de tramway a été votée en mars 2018. Actuellement en étude, la ligne de 7 stations pour 3,2 km est toujours au stade de projet. Initialement prévue pour 2023, cette mise en service a été décalée à une date inconnue par la nouvelle municipalité élue en 2020, afin de réfléchir à une solution de mobilité moins coûteuse.

## Bus à haut niveau de service
Le réseau Orizo possède deux lignes de bus à haut niveau de service dites « Chron'hop » comptant 56 stations pour 25 km depuis 2019.
- C2 : Hôpital ↔ Buld'Air
- C3 : Saint-Lazare ↔ Agroparc

## Autobus
Le réseau Orizo possède 72 lignes de bus (29 régulières, 11 à la demande et 32 scolaires) sur l'intégralité du Grand Avignon.
Toutes les lignes de bus sont en correspondance avec la ligne de tramway, les deux lignes Chron'hop et les stations Vélopop'.

## Vélos en libre-service
Le réseau Orizo possède 29 stations pour 300 vélos en libre-service sur Avignon, Le Pontet et Villeneuve-lès-Avignon, appelés Vélopop'.
Les stations sont positionnées dans différents lieux stratégiques tels qu'à Avignon sur le Technopôle Agroparc, à l'Hôpital Henri Duffaut, en Intra-Muros ou encore sur le tracé du tramway.

## Tarifs
Le réseau Orizo possède un système tarifaire unique sur l'intégralité de son réseau (hors Vélopop').
Un ticket simple voyage coûte 1,40 € tandis qu'un ticket journée coûte 3,50 €, une déclinaison en version 48 h est également disponible au prix de 7 €. Le ticket 10 voyages coûte quant à lui 10 €.
Les correspondances sont gratuites pendant 1 heure à compter de l'oblitération du ticket et sont possibles d'un mode de transport à un autre (Tramway + Chron'hop + Bus).
Tous les billets et les cartes sont sans contact. Les billets sont rechargeables jusqu’à 10 fois 24h/24 et 7j/7 via la E-boutique et les Distributeurs Automatiques de Titres aux stations.

## Les véhicules utilisés
Il existe plusieurs types de véhicules. À partir du 19 octobre 2019, les 14 rames de tramway s'ajoutent à l'ensemble des autres véhicules. Toutefois, les lignes C2 et C3 du Chron'hop n'ayant pas encore reçu leurs véhicules (BHNS articulés) et dont les travaux ont pris du retard circulent avec des anciens bus diesels (Irisbus et Solaris Urbino 12) au milieu de la circulation habituelle.

## Dépôts
Le dépôt tramway se situe Avenue Pierre de Coubertin.
Le dépôt bus se situe Rue Gallias.

### Minibus
- 1 Renault/Gruau Master
- 1 Véhixel Cytios 20S
- 1 Heuliez GX 17 (vendu au réseau de Saint-Brieuc)
- 2 Gépébus Oréos 22E
- 2 Véhixel Cytios 2/18
- 3 Dietrich Modulis City 9

### Midibus
- 4 Heuliez GX 117 L
- 1 Heuliez GX 127 L
- 13 Solaris Urbino 10
- 1 Solaris Urbino 8,9 LE électrique

### Autobus
- 4 Renault Agora S
- 10 Irisbus Agora Line
- 5 Irisbus Citelis 12
- 9 Irisbus Citelis Line
- 3 Volvo 7700
- 7 Heuliez GX 327
- 58 Solaris Urbino 12
- 3 Iveco Urbanway
- 12 Iveco Crealis 12
- 9 Iveco Crealis 18

### Tramway
- 14 Alstom Citadis Compact